# Diego Guzmán de Haros
Diego Guzmán de Haros (Ocaña, 1566 – Ancona, 21 gennaio 1631) è stato un cardinale spagnolo.
Fu nominato cardinale della Chiesa cattolica da papa Urbano VIII.

## Biografia
Nacque a Ocaña nel 1566.
Papa Urbano VIII lo elevò al rango di cardinale nel concistoro del 15 luglio 1630.
Morì il 21 gennaio 1631 all'età di 65 anni.

## Successione apostolica
La successione apostolica è:
- Vescovo Luis Camargo Pacheco (1622)
- Vescovo Iñigo Brizuela Artiaga, O.P. (1622)
- Vescovo Melchor Moscoso Sandoval (1624)
- Vescovo Diego Vela Becerril (1625)
- Vescovo Juan Arauz Díaz, O.F.M. (1625)
- Arcivescovo Fernando Valdés Llano (1625)
- Vescovo Juan Venido Castilla, O.F.M. (1626)
- Arcivescovo Fernando de Andrade y Sotomayor (1628)
- Vescovo Alonso Godina (1629)